# Ines Geipel

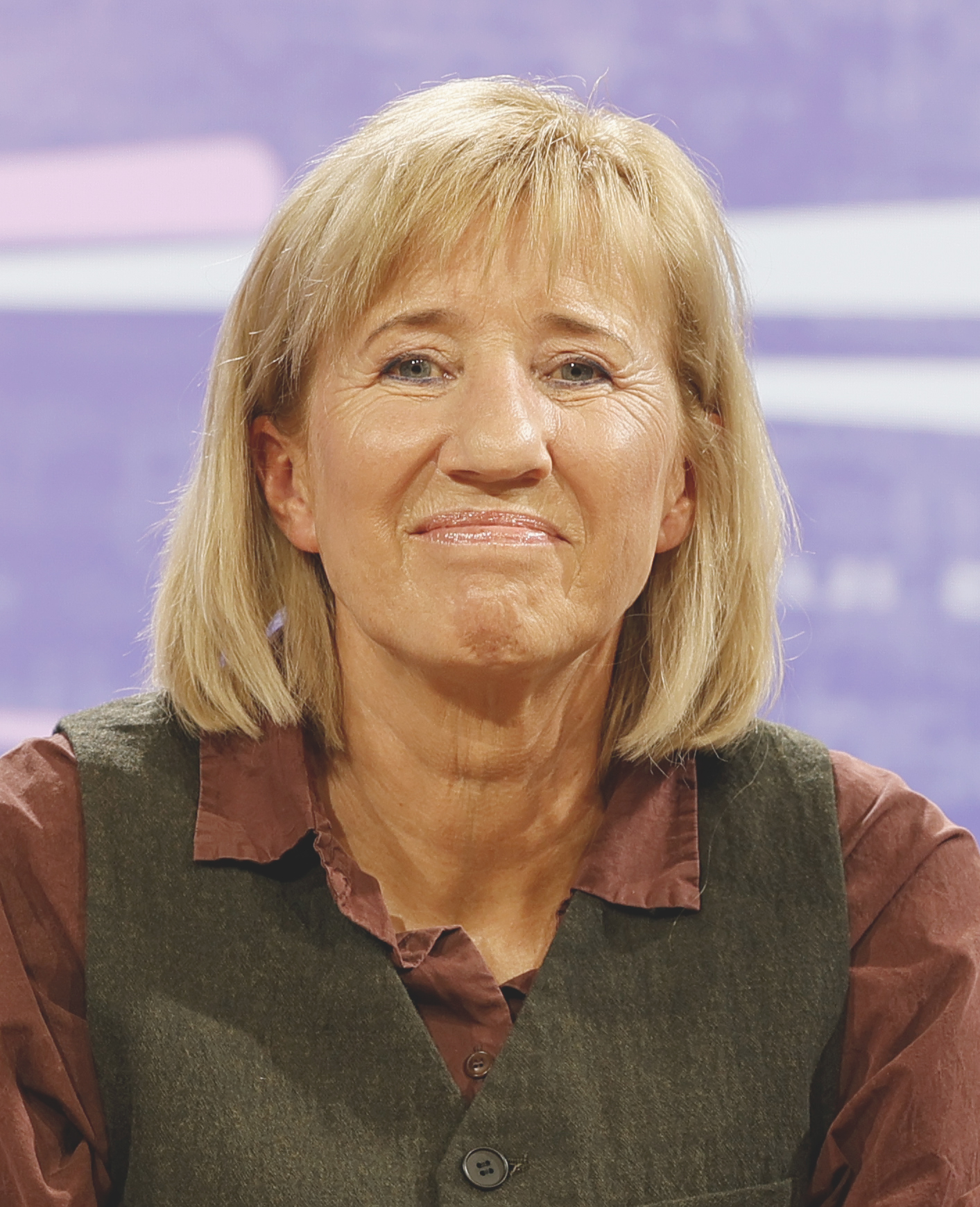
Ines Geipel auf der Frankfurter Buchmesse 2024

Ines Geipel (zeitweise Ines Schmidt, * 7. Juli 1960 in Dresden) ist eine deutsche Schriftstellerin, Publizistin und Hochschullehrerin. In den 1980er Jahren war sie Leichtathletin im Leistungssport der DDR.
Sie ist Professorin für Deutsche Verskunst an der Berliner Hochschule für Schauspielkunst „Ernst Busch“. Die Themenfelder ihrer literarischen und publizistischen Werke sind die Folgen des Nationalsozialismus und der DDR in Ostdeutschland, verfemte Literatur Ostdeutschlands, Doping in der DDR und Amokläufe. Sie war maßgeblich daran beteiligt, die Dichterin Inge Müller bekannt zu machen; zusammen mit Joachim Walther gründete sie das Archiv der unterdrückten Literatur der DDR. Von 2013 bis Dezember 2018 war sie Vorsitzende des Doping-Opfer-Hilfevereins. Sie engagierte sich politisch für die beiden Dopingopfer-Hilfegesetze zugunsten von dopinggeschädigten DDR-Sportlern, die die Bundesregierung 2002 und 2016 verabschiedete.

## Leben

### In der DDR
Ines Geipel wuchs in Dresden auf. Ihr Vater Lothar (1934–2012) hatte eine Lehre bei den Klingenthaler Harmonikawerken absolviert und dann Musik studiert. Er war Chorleiter, später Musiklehrer, 1967 Direktor einer Polytechnischen Oberschule und schließlich ab 1972 Direktor des Dresdner Pionierpalasts „Walter Ulbricht“. Von 1973 bis 1984 war er zudem Inoffizieller Mitarbeiter in der Abteilung IV des Ministeriums für Staatssicherheit. Hierbei handelte es sich um eine Spezialeinheit für das Ausspähen von Objekten und die Vorbereitung von Sabotage auf dem Gebiet der Bundesrepublik Deutschland. Die Mutter Brigitte Grunert (* 1935) hatte eine Lehre als Schriftsetzerin gemacht, studierte später Russisch und arbeitete als Lehrerin am Institut für Weiterbildung in Dresden. Ines Geipel hatte einen jüngeren Bruder, Robert (1967–2018), der später Kunst studierte, Kunstlehrer wurde und Ausstellungen seiner Fotos veranstaltete, sowie zwei weitere Geschwister.
Im Jahr 1974 schickten die Eltern Ines Geipel nach Thüringen auf die Internatsschule in Wickersdorf, eine Spezialschule zur Vorbereitung auf das Russischlehrerstudium. 1977 nahm sie an der zentralen Kinder- und Jugendspartakiade in Leipzig teil, wurde in die Kinder- und Jugendsportschule „Werner John“ in Jena aufgenommen und betrieb seitdem Leistungssport beim SC Motor Jena. Ihre Disziplinen waren insbesondere Sprint und Weitsprung. Von 1981 bis 1985 gewann die 4-mal-100-Meter-Staffel des SC Motor Jena mit Startläuferin Geipel fünfmal hintereinander bei den DDR-Leichtathletik-Meisterschaften. Wie ihre Staffelkolleginnen Bärbel Wöckel, Ingrid Auerswald und Marlies Göhr war Geipel in das staatlich organisierte Dopingprogramm der DDR eingebunden. Aus den von Brigitte Berendonk und Werner Franke nach der Wende sichergestellten DDR-Dokumenten geht hervor, dass sie zumindest 1983 und 1984 erhebliche Mengen des anabolen Steroids Oral-Turinabol bekam, die sie als „blaue Pillen“ von ihrem Sprinttrainer Horst-Dieter Hille erhielt. Von 1982 bis 1984 war sie mit dem Kugelstoßer Matthias Schmidt verheiratet. Geipel war Mitglied der Sozialistischen Einheitspartei Deutschlands (SED) bis zum Sommer 1989.
Anfang 1984 war die Sportlerin in einem Trainingslager in Mexiko-Stadt, das der Vorbereitung der DDR-Leichtathleten auf die Olympischen Sommerspiele 1984 in Los Angeles dienen sollte. Sie verliebte sich dort in einen mexikanischen Sportler und wollte nach den Spielen im Westen bleiben. Dazu kam es nicht, weil die DDR sich dem Olympiaboykott der Sowjetunion anschloss. Doch erzählte sie diese Geschichte einem Freund, der Inoffizieller Mitarbeiter (IM) des Ministeriums für Staatssicherheit (MfS) war und dies prompt an das MfS weitergab. Das MfS eröffnete daraufhin im August 1984 eine Operative Personenkontrolle (OPK) gegen sie. Neben dem „Vorkommnis in Mexico“ wurden ihr auch Kontakte zu Personen aus Jenaer Bürgerrechtskreisen zur Last gelegt. Im Eröffnungsbericht wurde als eine der Zielsetzungen der OPK angegeben, sie aus dem Leistungssport „herauszulösen“. Zunächst erhielt sie keine Starterlaubnis im westlichen Ausland mehr, was ihr jedoch nicht mitgeteilt, sondern mit Ausreden bemäntelt wurde. Sie wurde durch mehrere IM ausgespäht. Die Sportfunktionäre, sowohl beim SC Motor Jena als auch beim Deutschen Turn- und Sportbund, wollten sie hingegen zunächst gern halten, ein „‚Tauziehen‘“, das „sinnfällig für den Widerspruch zwischen Ideologie und Pragmatik“ stehe, wie die Sporthistorikerin Jutta Braun analysiert. Bei mehreren Treffen setzten die Vereinsfunktionäre Geipel mit der Forderung unter Druck, sie solle die missliebigen privaten Kontakte abbrechen. Wie Jutta Braun schreibt, entschied sich Geipel „nach zahlreichen Demütigungen schließlich selbst, ein neues Leben außerhalb des Leistungssports zu beginnen“. Am 11. August 1985 beendete sie ihre sportliche Karriere bei den DDR-Leichtathletikmeisterschaften mit dem ersten Platz als Startläuferin der 4-mal-100-Meter-Staffel und einem siebten Platz im 100-Meter-Endlauf. In ihrem Abschlussbericht vom April 1986 schrieb die Staatssicherheit, mit der „umfassenden Aufklärung der Person … und der Herauslösung aus dem Leistungssport der DDR“ sei die Zielstellung der Operativen Personenkontrolle erreicht. Ihre offizielle Verabschiedung aus der Nationalmannschaft erfolgte traditionell im Rahmen der 37. DDR-Meisterschaften im Jenaer Ernst-Abbe-Stadion, die vom 27. bis 29. Juni 1986 stattfanden.
Bereits seit 1980 studierte Geipel an der Friedrich-Schiller-Universität Jena Germanistik. Sie war dort an einem Projekt zu „Weiblichen Sozialbiographien“ im Umfeld der Französischen Revolution beteiligt und stellte dies im Juni 1988 im Rahmen einer wissenschaftlichen Konferenz in Jena vor. Ihre Diplomarbeit zu einem damit verbundenen Thema datiert aus dem Jahr 1989. Im Juni 1989 brachte sie zusammen mit einer anderen Studentin an der Sektionswandzeitung der Literatur- und Kunstwissenschaften im Universitätshochhaus einen Text an, der „Solidarität und Trauer“ für die Opfer des Tian’anmen-Massakers ausdrückte und die öffentliche Unterstützung der DDR-Organe für das chinesische Vorgehen beklagte. Da Geipel Mitglied der SED war, drängte die Universitätsparteileitung auf ein Parteiverfahren gegen sie und ließ davon auch nicht ab, als die Mitgliederversammlung der Sektion dagegen stimmte. Ihr wurde die Promotionsmöglichkeit entzogen. Das Parteiverfahren wurde schließlich erst im September 1989 eröffnet, als Geipel bereits im Westen war. Geipel wurde wegen Verlassens der DDR und „Überlaufens zum Klassenfeind“ aus der SED ausgeschlossen.

### In der Bundesrepublik
Geipel flüchtete Ende August 1989 über Ungarn aus der DDR und ging nach Darmstadt, wo sie an der Technischen Universität ein Magisterstudium der Philosophie und Soziologie absolvierte. Ab 1994 erhielt sie Lehraufträge für Philosophie und Literaturwissenschaft an der Friedrich-Schiller-Universität Jena, der Technischen Universität Darmstadt und der Filmuniversität Babelsberg Konrad Wolf. Zudem war sie Mitarbeiterin des Hannah-Arendt-Instituts für Totalitarismusforschung. Geipel gehörte zu den ersten Teilnehmern der Darmstädter Textwerkstatt, die 1998 eröffnet wurde. Seit 2001 lehrt sie in Berlin an der Hochschule für Schauspielkunst Ernst Busch als Professorin für Deutsche Verssprache.
Erste Veröffentlichungen Geipels ab 1996 behandelten das Werk von Autorinnen, die in der DDR unbeachtet blieben oder unterdrückt wurden, etwa Inge Müller und Susanne Kerckhoff. Gemeinsam mit Joachim Walther baute sie ein Archiv unterdrückter Literatur in der DDR auf und gab eine Buchreihe „Die Verschwiegene Bibliothek“ heraus. Ab 1999 publizierte sie auch belletristische Werke, insbesondere Romane, sowie einen Gedichtband. Seit 2001 erscheinen von ihr vor allem Sachbücher und zeitdiagnostische Essays zu den Themen Doping, Amokläufe und DDR-Vergangenheit, teilweise mit autobiografischen Zügen.
Geipel trat im Jahr 2000 als eine von 22 Nebenklägern im Berliner Hauptprozess gegen den einstigen Präsidenten des DTSB Manfred Ewald und den Vizechef des Sportmedizinischen Dienstes der DDR Manfred Höppner auf. In diesem Prozess um das staatlich organisierte Doping in der DDR wurden die Angeklagten im Jahr 2000 wegen Beihilfe zur Körperverletzung in 20 Fällen, darunter dem Fall der Nebenklägerin Geipel, rechtskräftig verurteilt; eine Revision Ewalds wurde vom Bundesgerichtshof abgewiesen. Aufgrund der Gefahr der Verjährung hatte das Gericht einen Großteil der ursprünglich angeklagten Fälle eingestellt und sich auf die Nebenkläger beschränkt. Geipel schrieb ein Buch über diesen Prozess: Verlorene Spiele. Journal eines Doping-Prozesses. Anlässlich der Buchvorstellung initiierte sie eine Petition an den Bundestag zur Entschädigung von DDR-Dopingopfern, die dazu beitrug, dass der Bundestag ein Dopingopfer-Hilfegesetz verabschiedete. Geipel erhielt auch selbst eine Entschädigung nach diesem Gesetz.

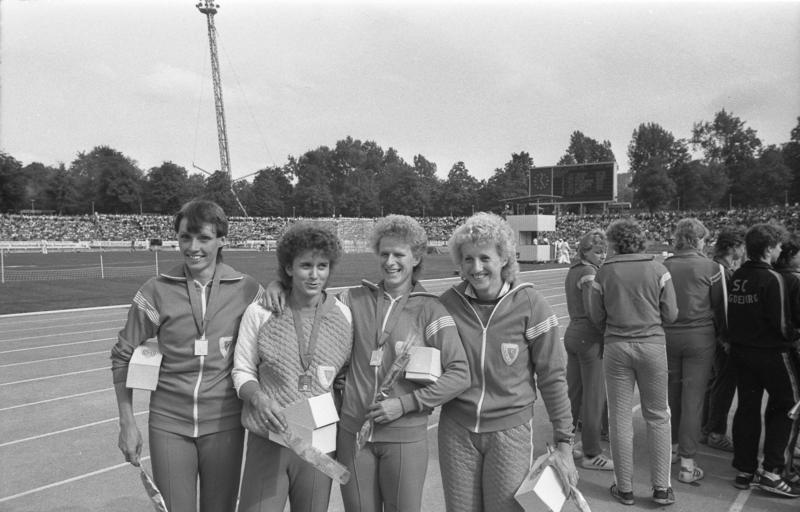
Die 4-mal-100-Meter-Staffel des SC Motor Jena nach ihrem Sieg bei den DDR-Leichtathletik-Meisterschaften 1984. Ganz rechts: Ines Geipel (damals Schmidt)

2005 bat die ehemalige Athletin den Deutschen Leichtathletik-Verband (DLV) um Streichung ihres Namens aus seiner Rekordliste. In der DLV-Rekordliste sind unter „Deutsche Rekorde“ die 42,20 Sekunden der 4-mal-100-Meter-Staffel des SC Motor Jena von den DDR-Leichtathletik-Meisterschaften 1984 als Bestzeit für Vereine aufgeführt, 2005 wurden dort die Namen aller vier Läuferinnen genannt. Geipel verlangte die Streichung ihres Namens, da der Rekord durch Einbindung in das DDR-Dopingsystem zustande gekommen war. Der Verband stand diesem Ansinnen anfangs ablehnend gegenüber. Im Mai 2006 wurde ihr Name auf Beschluss des DLV-Präsidiums durch ein Sternchen ersetzt, mit der Anmerkung: „Name auf Antrag der Sportlerin gestrichen“.
Geipel engagierte sich in der gemeinnützigen Hilfsorganisation Doping-Opfer-Hilfe und übernahm mehrfach Sprecherfunktionen für diesen Verein. Im März 2013 wurde sie zur Vorsitzenden der Doping-Opfer-Hilfe gewählt. Unter ihrer Führung verlegte der Verein seinen Sitz von Weinheim nach Berlin und eröffnete dort eine Beratungsstelle für Dopingopfer. Sie intensivierte zudem die Öffentlichkeitsarbeit und trat auf Informationsveranstaltungen im ganzen Land auf; sie galt als „das Gesicht und die Stimme der Opfer“. 2018 kam es zu öffentlich ausgetragenen Konflikten: Vier frühere Mitstreiter Geipels (Henner Misersky, Werner Franke, Gerhard Treutlein, Claudia Lepping) warfen der Doping-Opfer-Hilfe unter Geipels Führung vor, für eine übermäßige Ausweitung des Opferbegriffs einzutreten, insbesondere würden die Kriterien der unwissentlichen Dopingeinnahme und der kausalen Verknüpfung von Doping und Gesundheitsschäden nicht mehr ernst genommen. Geipel wies die Vorwürfe zurück und äußerte, die Dopingopfer würden durch diese Kritik kriminalisiert und unwürdig behandelt. In Folge der Auseinandersetzungen kündigte sie an, ihr Amt abzugeben, und trat zur turnusmäßigen Vorstandswahl im Dezember 2018 nicht mehr an. 2019 wählte die Mitgliederversammlung der Doping-Opfer-Hilfe sie zur Ehrenvorsitzenden.
In der Folge kam es auch zu einer gerichtlichen Auseinandersetzung zwischen Geipel und Misersky. Geipel klagte vor dem Landgericht Berlin auf Unterlassung mehrerer Aussagen Miserskys über ihre Biografie. Das Verfahren zog sich bis November 2021 hin und endete mit einem rechtskräftigen Urteil der Berufungsinstanz, des Berliner Kammergerichts, das die Klage in allen Punkten abwies.
Ines Geipel wurde 2011 wegen ihres Engagements für in der DDR unterdrückte Literatur und für ihre Aufarbeitung des DDR-Zwangsdoping-Systems samt Entschädigung der Doping-Opfer mit dem Bundesverdienstkreuz ausgezeichnet. 2017 wurde Geipel vom Verband Deutscher Sportjournalisten Berlin-Brandenburg mit dem Goldenen Band der Sportpresse geehrt. 2020 erhielt sie den Lessing-Preis für Kritik, 2021 den Marieluise-Fleißer-Preis der Stadt Ingolstadt.
Geipel ist im Beirat für die Errichtung des Mahnmals für die Opfer der kommunistischer Gewaltherrschaft und Senatorin der Deutschen Nationalstiftung.
Am 8. September 2022 wurde bekannt, dass die Publizistin Ines Geipel von der Jury den mit 10.000 Euro dotierten Erich-Loest-Preis 2023 zugesprochen bekam. Dieser wurde ihr am 24. Februar 2023 in Leipzig verliehen.

## Literarisches Werk

### Über Literatur in der DDR
Ines Geipel begann ihre schriftstellerische Karriere 1996 mit der Herausgabe eines Bands unter dem Titel Irgendwo; noch einmal möcht ich sehn, der Texte von und zu Inge Müller versammelt und beim Aufbau Verlag erschien. Um diesen Band gab es Streit. Brigitte Maria Mayer, die Witwe von Inge Müllers vormaligen Ehemann Heiner Müller, lehnte eine von Wolf Biermann beigetragene „Ballade“ ab, die Heiner Müller in ein schlechtes Licht rückte, und setzte den Verlag unter Druck, wie Der Spiegel am 10. Juni 1996 meldete. Anlässlich der Enthüllung einer von ihr gestifteten Gedenkstele für Inge Müller am 4. Juni hatte sie ungeplant Kenntnis vom eigentlich schon für die Veröffentlichung im August vorgesehenen Manuskript erhalten.
In einer auf den 16. Juni datierten „Nachbemerkung“ zum „Nachwort“ berichtet Geipel, Biermann habe gedroht, bei Streichung auch seinen zweiten Beitrag (einen Brief) zurückzuziehen, Geipel, dann ihre Herausgeberschaft niederzulegen. Nur die „Ballade“ entfiel,
für Geipel noch ein Scheitern der Konzeption. Der Band wurde nach nur einer Auflage vom Markt genommen. Das erregte Aufsehen, die Sicherung des weit zerstreuten Nachlasses wie auch Geipels 2002 erschienene Inge-Müller-Biografie Dann fiel auf einmal der Himmel um (die viel Lob erntete) verhalfen der Berlinerin zu einer umfassenden Rezeption als gesamtdeutsche Dichterin (eventuell in Zusammenwirken mit Sonja Hilzingers Inge-Müller-Textsammlung Daß ich nicht ersticke am Leisesein ebenfalls von 2002).
Im Jahre 1999 gab Ines Geipel den Band Die Welt ist eine Schachtel. Vier Autorinnen in der frühen DDR: Susanne Kerckhoff, Eveline Kuffel, Jutta Petzold, Hannelore Becker heraus. Dieser wie auch die Arbeiten zu Inge Müller bildeten den Fundus für das 2001 gegründete „Archiv unterdrückter Literatur in der DDR“, das die Autorin gemeinsam mit ihrem Schriftstellerkollegen Joachim Walther aufgebaut hat und das mittlerweile über 100 Vor- und Nachlässe von in der DDR unveröffentlicht gebliebenen Autoren umfasst. Das Archiv wird seit 2005 durch die Edition „Die Verschwiegene Bibliothek“, Büchergilde Gutenberg, Frankfurt am Main, ergänzt, deren Herausgeber Ines Geipel und Joachim Walther sind. Für diese Edition und die Gründung des „Archivs unterdrückter Literatur“ wurden Geipel und Walther mit dem Antiquaria-Preis zur Förderung der Buchkultur ausgezeichnet.
2009 erschien Geipels Buch Zensiert, verschwiegen, vergessen über die Lebensbilder von zwölf zur Zeit der DDR verfemten Autorinnen, von denen vier unter den Bedingungen der DDR-Diktatur zugrunde gingen.
2015 erschien in Zusammenarbeit mit Joachim Walther das Buch Gesperrte Ablage. Unterdrückte Literaturgeschichte in Ostdeutschland 1945–1989. Das Buch dokumentiert (im Anhang) das „Archiv unterdrückter Literatur in der DDR“.

### Belletristik
1999 erschien Geipels erster Roman Das Heft. Antje Rávik Strubel schrieb über ihn: „Wenn Kafka und Herta Müller je ein Buch zusammen geschrieben hätten, dann so eins.“ 1999 erschien außerdem der Gedichtband Diktate.
2005 erschien ihr zweiter Roman Heimspiel. Eine junge Frau flieht 1989 aus der DDR über Ungarn in den Westen. Geschildert werden ihre Erinnerungen an eigenartige Eltern während dieser Tage. Alles erinnert auch sehr an Ines Geipels Biografie. Vom Sprachstil sind die Rezensenten großer Tageszeitungen gelangweilt bis überaus beeindruckt. Rainer Moritz fand im Deutschlandfunk „brillante Prosa“ in dem Buch, Petra Kohse sprach in der Frankfurter Rundschau von einem „abgezirkelten Schreib- beziehungsweise Kreativwerkstatt-Produkt“, Christoph Schmaus urteilte in der Süddeutschen Zeitung, das Buch verlange dem Leser einige Anstrengung ab, doch diese lohne sich.
2017 erschien ihr dritter Roman „Tochter des Diktators“ über Beate Matteoli, die Adoptivtochter von Walter Ulbricht. Christina Bylow schrieb im „Tagesspiegel“: „Genau das ist Ines Geipels Schreiben: der warme Blick einer Entkommenen auf die Untergegangenen.“

### Verlorene Spiele. Journal eines Doping-Prozesses(2001)
2001 veröffentlichte die ehemalige DDR-Leistungssportlerin Verlorene Spiele. Journal eines Doping-Prozesses. Das Buch spielte eine Rolle bei der Befürwortung des Entschädigungsfonds für im DDR-Sport Geschädigte, der noch im selben Jahr in Höhe von zwei Millionen Euro vom Bundestag beschlossen wurde.
Dem nachkommunistischen Doping wandte sich Geipel im Jahr der Olympischen Sommerspiele 2008 in Peking mit No Limit. Wie viel Doping verträgt die Gesellschaft zu. Dafür besuchte sie zwar auch das dort geplante Dopingkontrolllabor, doch jenseits des Spitzensports geht es um Doping im Fitnessstudio bis hin zum Neuro-Enhancement und zur Gentechnik.

### Für heute reicht’s. Amok in Erfurt(2004)
2004 erschien ihre intensiv diskutierte „literarische Dokumentation“ Für heute reicht’s. Amok in Erfurt. Das Buch warf Fragen zur Aufklärung des Amoklaufs von Erfurt auf und den Sicherheitskräften Versagen, den Rettungskräften wenig Professionalität während des Einsatzes in der Schule vor. Die von der thüringischen Landesregierung eingesetzte Gasser-Kommission kam dagegen zu dem Ergebnis, dass sich die Darstellung der Ermittlungsbehörden weitgehend bestätigt habe. Es habe zwar Mängel bei der Kommunikation zwischen den Einsatzkräften und Versäumnisse, Vorbereitungen für den SEK-Einsatz zu treffen, gegeben, doch letztlich ohne schwere Folgen. Die Kommission erklärte zudem, dass in diesem Buch hinsichtlich „dessen Ego-Shooter-Aktivitäten ein […] nicht mit der Wirklichkeit übereinstimmendes Bild von Robert Steinhäuser gezeichnet“ werde und „an dieser Stelle ohne gesichertes Faktenwissen offensichtlich ins Blaue hinein geschrieben“ worden sei; ein Freund von Steinhäuser „kenne niemanden aus dem nahen Umfeld von Robert Steinhäuser, mit dem die Autorin gesprochen habe.“ Der Autorin konnten entgegen der Kritik jedoch keine Fehler nachgewiesen werden.

### Der Amok-Komplex oder die Schule des Tötens(2012)
2012 folgte Der Amok-Komplex oder die Schule des Tötens über weitere Amokläufe bzw. Massenmorde zwischen 1996 und 2011: Port Arthur, Emsdetten, Winnenden und Utøya. Nach dem Anschlag eines Heranwachsenden 2016 in München wies Geipel insbesondere darauf hin, dass wir „über die Idealitätskrankheit dieser jungen Männer sprechen“ sollten, und erkannte auch hier Parallelen zu früheren Amokläufen. Es brauche „Angebote, um sie an die Gesellschaft zu binden“.

### Umkämpfte Zone(2019)
Ausgangspunkt des 2019 veröffentlichten Buchs Umkämpfte Zone ist die Begegnung der Autorin mit ihrem im Sterben liegenden Bruder Robert. Sie verbindet die Szenen am Krankenbett assoziativ mit Erinnerungen an ihren Bruder und ihre Familiengeschichte sowie mit Reflexionen zur Geschichte der DDR und Ostdeutschlands in der Bundesrepublik, für die sie Literatur heranzieht. Sie beginnen bei der Nazivergangenheit ihrer Großväter und schreiten dann chronologisch weiter: zur Erinnerungspolitik der DDR, speziell ihrem Umgang mit der Geschichte des KZ Buchenwald, dem Aufbau der DDR in den 1950er Jahren, dem Mauerbau, der Repression in den 1970er Jahren und der Flucht 1989. Darauf folgen Impressionen von den rassistischen Übergriffen in Hoyerswerda und Rostock-Lichtenhagen, Überlegungen zum Nationalsozialistischen Untergrund und zum Amoklauf von Erfurt und schließlich Reflexionen zum Bedeutungsgewinn von Pegida und AfD in Ostdeutschland. Aus ihrer Familiengeschichte zieht sie besonders gewalttätige Übergriffe ihres Vaters sowie seine Spionagetätigkeit für das MfS heran. Ein „atemloser Erzählstil aus Kurz- und Halbsätzen“, unterbrochen von „sekundärliterarischen Einschüben“, wird als sprachliche Realisierung beschrieben. Die Textsorte wird meist als zeitdiagnostischer Essay identifiziert, der dem Genre des „personal essay“, d. h. der Verknüpfung von persönlicher und kollektiver Geschichte, zuzuordnen sei. Der Text läuft auf die These zu, dass die Geschichte der DDR und des Ostens in der Bundesrepublik als ein „Drama der jahrzehntelangen Schuldverdrängung“ zu deuten sei. Aus dem Schweigen und der mangelnden Aufarbeitung der nationalsozialistischen und kommunistischen Schuldverstrickung sei die heutige Anfälligkeit für rechte Parolen zu erklären.
Das Buch wurde in den Feuilletons fast durchgängig positiv aufgenommen. Alex Rühle meinte in der Süddeutschen Zeitung, es verknüpfe die eigene Familiengeschichte „gekonnt und kühl“ mit der Geschichte der DDR und sei inhaltlich hoch relevant „in einem Jahr, in dem die AfD mit Hass- und Opferrhetorik in drei ostdeutsche Wahlkämpfe zieht“. Hannes Hintermeier schrieb in der Frankfurter Allgemeinen Zeitung, es führe „den Nachweis, dass Schweigen Gewalt hervorbringt“. Anja Maier hob in der taz den „soghaft(en)“ Schreibstil der Autorin hervor.
Stephan Hilsberg lobte in einer Besprechung für das Jahrbuch Extremismus & Demokratie das Bestehen der Autorin auf Aufarbeitung der DDR-Geschichte und meinte, ihr gelängen „bemerkenswerte Aufschlüsse für spezifisch ostdeutsche, politisch manifeste Haltungen und Einstellungen“. Skeptisch zeigt er sich angesichts von ihr angeführter „sozial-psychologischer Erklärungsmuster“, die die Autorin „etwas pauschalisierend ganzen Generationen“ unterstelle. Dennoch zeige sie eine Perspektive auf, „wie wir da herauskommen“, nämlich aus den historischen Verstrickungen der „beiden Diktaturen in Ostdeutschland“.
Der Geschichtsphilosoph Jürgen Große untersuchte das Buch in einem Aufsatz für die Deutsche Vierteljahrsschrift für Literaturwissenschaft und Geistesgeschichte auf seine „geschichtstheologischen Referenzen“. Ihm zufolge ist Geipels Werk von einem Wunsch nach Erlösung von deutschen Kollektivtraumata geprägt. Die Gesellschaftsepoche der DDR erscheine in ihrer Geschichtserzählung als „geschlossener Schuld- oder Verblendungszusammenhang“, aus dem nur Schuldbekenntnis und Therapie einen erlösenden Ausweg böten. Hier zeige sich die Autorin als radikale Vertreterin der Gnosis der Moderne, wie sie in Eric Voegelins kritischer Gnosis-Konzeption beschrieben sei. Dabei weise sich Geipel eine Stellvertreterfunktion für die Ostdeutschen zu, die sich in der Form des personal essay manifestiere: „Der Weg von der privaten Erinnerung zur kollektiven Traumadiagnose ist kurz.“ Geipels gesellschaftsdiagnostischer und -therapeutischer Anspruch ziele auf eine „gereinigte“, psychoanalytisch aufgeklärte und psychotherapeutisch aufgearbeitete Geschichte. Seine Blütezeit habe dieses Muster im Kalten Krieg erlebt, doch wie die teils „andächtigen“ Rezensionen zeigten, sei es auch heute noch attraktiv.
Der Regisseur Armin Petras bearbeitete das Werk für das Theater. Seine Fassung wurde am 24. Oktober 2020 am Staatstheater Cottbus uraufgeführt.

## Auszeichnungen
- 2011: (zusammen mit Joachim Walther) Antiquaria-Preis für Buchkultur für die Reihe „Die Verschwiegene Bibliothek“ und die Gründung des „Archivs unterdrückter Literatur in der DDR“[91]
- 2011: DJK-Ethik-Preis des Sports
- 2011: Bundesverdienstkreuz am Bande
- 2017: Goldenes Band der Sportpresse
- 2019: Karl-Wilhelm-Fricke-Preis (Sonderpreis)
- 2020: Lessing-Preis für Kritik
- 2021: Marieluise-Fleißer-Preis
- 2023: Erich-Loest-Preis[92]

## Publikationen

### Bücher
- Inge Müller: Irgendwo; noch einmal möcht ich sehn. Lyrik, Prosa, Tagebücher. Mit Beiträgen zu ihrem Werk. Hrsg.: Ines Geipel. Aufbau-Verlag, Berlin 1996, ISBN 978-3-351-02361-4.
- Kein Retour. Neunzehn Toene aus Staub, Zahl und Liebe. Textlandschaften, Jena 1997.
- Das Heft. Roman. Transit Buchverlag, Berlin 1999, ISBN 3-88747-146-6.
- Die Welt ist eine Schachtel. Vier Autorinnen in der frühen DDR: Susanne Kerckhoff, Eveline Kuffel, Jutta Petzold, Hannelore Becker. Hrsg. u. kommentiert von Ines Geipel. Transit, Berlin 1999, ISBN 3-88747-141-5.
- Diktate. Gedichte. Vacat Verlag, Potsdam 2000, ISBN 3-930752-14-X.
- Verlorene Spiele. Journal eines Doping-Prozesses. Transit, Berlin 2001, ISBN 3-88747-160-1.[93]
- Dann fiel auf einmal der Himmel um. Inge Müller – Die Biografie. Henschel Verlag, Berlin 2002, ISBN 3-89487-417-1; auch als Taschenbuch.
- Für heute reicht’s. Amok in Erfurt. 2. Auflage. Rowohlt, Berlin 2004, ISBN 3-87134-479-6.
- Heimspiel. Roman. Rowohlt, Berlin 2005, ISBN 3-87134-525-3.
- No Limit. Wie viel Doping verträgt die Gesellschaft. Klett-Cotta Verlag, Stuttgart 2008, ISBN 978-3-608-94458-7.
- Zensiert, verschwiegen, vergessen. Autorinnen in Ostdeutschland 1945–1989. Artemis & Winkler, Düsseldorf 2009, ISBN 978-3-538-07269-5.
- Black Box DDR. Unerzählte Leben unterm SED-Regime. Mit Andreas Petersen. Marix Verlag, Wiesbaden 2009, ISBN 978-3-86539-211-4.
- „Seelenriss“. Depression und Leistungsdruck. Klett-Cotta, Stuttgart 2010, ISBN 978-3-608-94659-8.
- Der Amok-Komplex oder die Schule des Tötens. Klett-Cotta, Stuttgart 2012, ISBN 978-3-608-94627-7.
- Generation Mauer. Ein Porträt. Klett-Cotta, Stuttgart 2014, ISBN 978-3-608-94749-6.
- Gesperrte Ablage. Unterdrückte Literaturgeschichte in Ostdeutschland 1945–1989. Mit Joachim Walther, Lilienfeld Verlag, Düsseldorf 2015, ISBN 978-3-940357-50-2, auch als E-Book, ISBN 978-3-940357-51-9.
- Kalte Bücherverbrennung: Unterdrückte Literatur in der DDR. Carl Hanser Verlag, München 2015, ISBN 978-3-446-25042-0 (27 S.).
- Tochter des Diktators. Roman. Klett-Cotta, Stuttgart 2017, ISBN 978-3-608-98311-1.
- Umkämpfte Zone. Mein Bruder, der Osten und der Hass. Klett-Cotta, Stuttgart 2019, ISBN 978-3-608-96372-4. (Zur gleichen Zeit Paperbackausgabe bei der [Bundeszentrale politische Bildung])
- Schöner Neuer Himmel. Aus dem Militärlabor des Ostens. Klett-Cotta, Stuttgart 2022, ISBN 978-3-608-98429-3.[94]
- Fabelland. Der Osten, der Westen, der Zorn und das Glück. S. Fischer, Frankfurt am Main 2024, ISBN 978-3-10-491884-6.

### Hörspiele
- 1997: Gemeinsam mit Heike Tauch: Ach du lieber Augustin, wie fröhlich ich bin. Regie: Ulrich Gerhardt (Hörspiel nach Inge Müller, Irgendwo, noch einmal möcht’ ich sehn. ORB/DLF)[95]
- 2002: Die Russische (DLF/SR).[96]

## Filme
- Ines Geipel: Vom Sprinten zum Schreiben. Fernseh-Porträt von Radio Bremen für arte, 2008.
- Einzelkämpfer (2013): Dokumentarfilm über vier Spitzensportler der ehemaligen DDR, darunter Ines Geipel. Filmpremiere auf der Berlinale 2013.
- Doping und Dichtung – Das schwierige Erbe des DDR-Sports (2023): Dokumentarfilm über Doping in der DDR und eine kritische Auseinandersetzung mit Ines Geipels Vergangenheit und der von ihr verbreiteten Lebensgeschichte.

## Rundfunkberichte
- Nicole Köster: Ines Geipel, Schriftstellerin und Ex-Sportlerin – Das Gesicht der Doping-Opfer-Hilfe, SWR1 – Leute vom 28. Februar 2019